# Виктор фон Шьонбург-Валденбург
Ото Карл Виктор фон Шьонбург-Валденбург (на немски: Otto Karl Victor Erbprinz von Schönburg-Waldenburg; * 1 май 1856, Ница; † 18 ноември 1888, Потсдам) е наследствен принц на Шьонбург-Валденбург.

## Произход
Той е най-големият син от осемте деца на 3. княз Ото Фридрих фон Шьонбург-Валденбург (1819 – 1893) и съпругата му Памела Лабунска от Полша (1837 – 1901), дъщеря на Аполинарис Лабунски и Юлиана Попов. Те имат осем деца.
Виктор фон Шьонбург-Валденбург умира преди баща си на 18 ноември 1888 г. в Потсдам на 32 години. Синът му Ото Виктор II става през 1893 г. 4. княз на Шьонбург-Валденбург.
Клоновете Шьонбург-Валденбург, Шьонбург-Хартенщайн съществуват до днес като Шьонбург-Глаухау.

## Фамилия
Виктор фон Шьонбург-Валденбург се жени на 22 април 1880 г. в Мюнхен за принцеса Луция фон Сайн-Витгенщайн-Берлебург (* 18 март 1859, Дармщат; † 24 септември 1903, Дрезден), дъщеря на Емил Карл фон Сайн-Витгенщайн-Берлебург (1824 – 1878) и първата му съпруга румънската принцеса Пулхерия Николайевна Кантакузене-Паскану (1840 -1865). Те имат пет деца:
- Луция (* 6 февруари 1881; † 28 февруари 1894)
- Ото Виктор II фон Шьонбург (* 22 август 1882, Потсдам; † 14 септември 1914, убит при Реймс), от 1893 г. 4. княз, граф и господар на Шьонбург, женен в Мюнхен на 30 ноември 1903 г. за принцеса Елеонора фон Сайн-Витгенщайн-Берлебург (* 13 април 1880, Мюнхен; † 20 февруари 1965, Вилдбад Кройт); нямат деца
- Александер Клеменс Емил Фридрих Виктор (* 2 ноември 1883; † 1 ноември 1888)
- София Хелена Цецилия (* 21 май 1885, Потсдам; † 3 февруари 1936, замък Фонтанеле, Молдавия), 1914 г. княгиня на Албания (6 месеца), омъжена във Валденбург на 30 ноември 1906 г. за принц Вилхелм фон Вид, 1914 г. княз на Албания (* 26 март 1876; † 18 април 1945, Румъния); имат две деца
- Гюнтер Александер Йохан Вилхелм фон Шьонбург-Валденбург (* 30 август 1887, Потсдам; † 18 март 1960, Залцбург), от 1914 г. 5. княз, граф и господар на Шьонбург, граф и господар на Глаухау и Валденбург, женен в Цюрих на 20 декември 1926 г. за Херта Алице Хилдегард Роетцшке (* 13 юни 1890, Дрезден; † 11 август 1959, Залцбург); последен от рода, нямат деца